# 辛庄镇 (常熟市)
辛庄镇，是中华人民共和国江苏省苏州市常熟市下辖的一个乡镇级行政单位。

## 行政区划
辛庄镇下辖以下地区：
辛庄社区、杨园社区、张桥社区、吕舍村、金荡村、合泰村、辛中村、常南村、潭荡村、张港泾村、华欣村、沈浜村、双浜村、洞港泾村、朱家桥村、桃园村、东旺村、张家桥村、旺倪桥村、平墅村、卫家塘村、嘉菱村和杨中村。